# Севастопольська (станиця)
Севастопольська (рос. Севастопольская) — станиця Майкопського району Адигеї Росії. Входить до складу Абадзехського сільського поселення.
Населення — 617 осіб (2015 рік).